# Dom Długosza w Wiślicy
Dom Długosza w Wiślicy – zabytkowy, XV-wieczny budynek znajdujący się w Wiślicy, zbudowany z fundacji Jana Długosza.

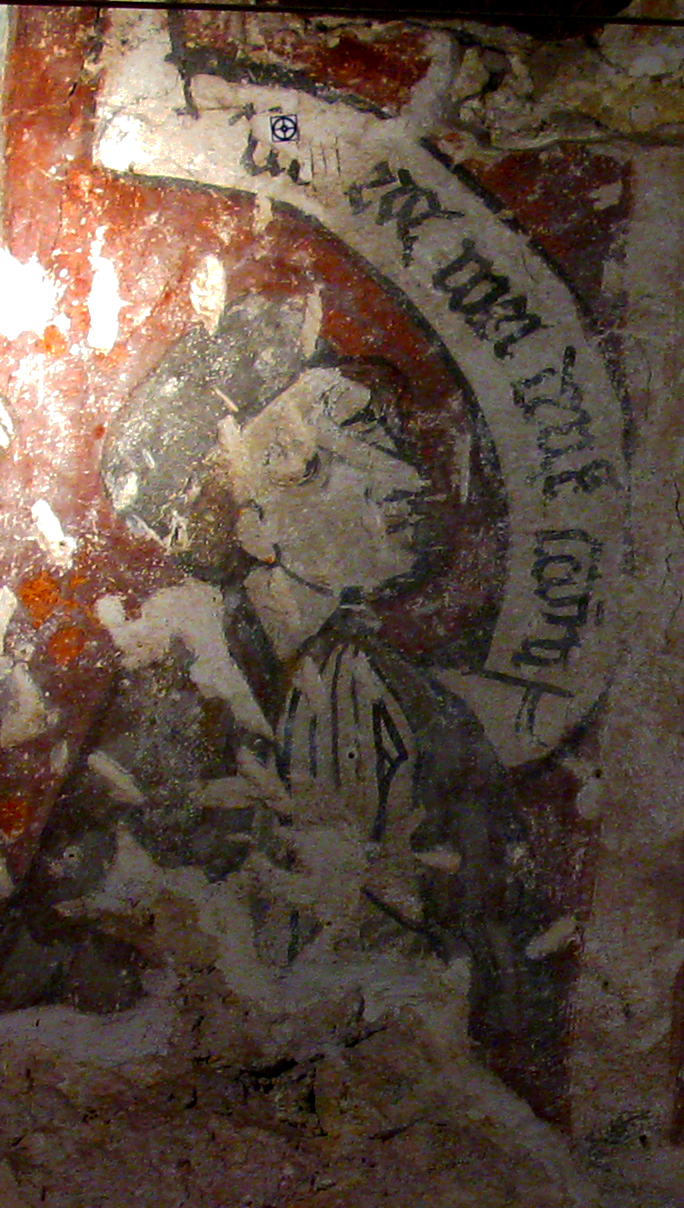
Domniemany wizerunek Jana Długosza na fresku z końca XV wieku w Domu Długosza w Wiślicy

Dom Długosza w Wiślicy jest piętrowym, późnogotyckim ceglanym budynkiem, rozplanowanym na rzucie wydłużonego prostokąta o obszernej sieni na przestrzał. Dom został zbudowany w 1460 roku i przeznaczony był dla wikariuszy i kanoników kolegiaty przy ulicy Krakowskiej. W sieni, korytarzu i pokojach zachowały się belkowane stropy z resztkami polichromii. Na piętrze mieści się sala-refektarz, dawna jadalnia księży. W północno-zachodniej części budynku odkryto unikatową gotycką polichromię z końca XV wieku, przedstawiającą Zmartwychwstałego Chrystusa oraz kobiety z krzyżem. W środku znajduje się postać klęczącego mężczyzny (prawdopodobnie Jana Długosza) otoczonego aureolą z gotyckim napisem Boże zmiłuj się na nami. Ceglane szczyty Domu Długosza mają ostrołukowe wnęki, w których umieszczono kamienne tarcze z herbem Długosza – Wieniawa. Według tradycji w budynku tym pobierali nauki synowie króla Kazimierza Jagiellończyka.
Budynek jest wpisany do rejestru zabytków nieruchomych jako część zespołu kościoła kolegiackiego (nr rej.: A.85/1-3 z 3.12.1956 i z 21.02.1966).
Dziś w Domu Długosza mieści się wikariat i Muzeum Archeologiczne w Wiślicy.